# Alternatywny fundusz inwestycyjny
Alternatywny fundusz inwestycyjny (AFI) – instytucja wspólnego inwestowania, której przedmiotem działalności, w tym w ramach wydzielonego subfunduszu, jest zbieranie aktywów od wielu inwestorów w celu ich lokowania w interesie tych inwestorów zgodnie z określoną polityką inwestycyjną, niebędącą funduszem działającym zgodnie z prawem wspólnotowym regulującym zasady zbiorowego inwestowania w papiery wartościowe.
W Polsce są to specjalistyczne fundusze inwestycyjne otwarte, fundusze inwestycyjne zamknięte, alternatywne spółki inwestycyjne oraz unijne alternatywne fundusze inwestycyjne.